# Уотт, Митчелл
Митчелл (Митч) Уотт (англ. Mitchell Watt; род. 25 марта 1988) — австралийский легкоатлет, который специализируется в прыжках в длину. Бронзовый призёр чемпионата мира 2009 года. В 2010 году занял 2-е место на чемпионате мира в помещении. Серебряный призёр чемпионата мира 2011 года, с результатом 8,33 метра он уступил американцу Дуайту Филлипсу.
В 2011 году стал победителем бриллиантовой лиги, показав результат 8,44 м. За победу он был награждён денежным призом в размере 40 000 долларов США.
Завершил карьеру в 2016 году.